# Konrad Balthasar Pichtel
Konrad Balthasar Pichtel (* 27. Mai 1605 in Amberg; † 13. Dezember 1656 in Oldenburg)  war ein Jurist und Hofbeamter.

## Leben
Pichtel ist der Sohn des kurpfälzischen Oberhofzehenden Balthasar Pichtel und dessen dritter Ehefrau Susanna Wagner.
Mit zwölf Jahren kam Pichtel 1617 zu seinem Onkel nach Nürnberg, um sich dort durch Griechisch- und Latein-Unterricht für die Universität vorzubereiten. Am 12. Juli 1617 immatrikulierte er sich für ein Jahr  an der Universität Altdorf.
Anschließend ging er auf Wunsch der Eltern wieder zurück nach Amberg, um dort für weitere zwei Jahre die dortige Lateinschule zu besuchen. 1620 immatrikulierte sich Pichtel erneut an der Universität Altdorf, um Philosophie zu studieren. Am 13. Mai 1623 wechselte er an die juristische Fakultät der Universität Wittenberg. Weitere Stationen seines Jura-Studiums waren die Universitäten Leipzig und Frankfurt/Oder.
Im Anschluss an sein Studium absolvierte Pichtel die obligate Cavalierstour, die ihn durch Deutschland, Böhmen und Ungarn führte. Seine Heimreise ging durch Frankreich und die Niederlande. Nach seiner Heimkehr wurde ihm eine Stellung am Reichskammergericht in Speyer angeboten. Diese nahm er an, ging aber schon 1628 nach Wittenberg.
In den Jahren 1629 bis 1630 war Pichtel als Anwalt in Dresden tätig. Anfang 1630 schloss er sich Herzog Friedrich III. von Schleswig-Holstein-Gottorf an, der nach Gottorf zurückkehrte. Mit der Protektion des Herzogs ließ sich Pichtel als Anwalt in Holstein nieder.
Am 24. Mai 1632 verteidigte Pichtel seine Thesen Textuum juris maxime nobilium et notabilium, ex diversis ejus partibus desumpta et in semicenturiam adnotationum resoluta und wurde zum Doctor iuris promoviert.
Am 28. April 1634 heiratete er Christina Adelheid Pfreund, eine Tochter des Kanzleidirektors des Stifts Herford, Johannes Pfreund und einer Enkelin von Hermann Vultejus.
1635 wurde Pichtel durch Graf Anthon Günther von Oldenburg zum Geheimen Rat und Praetor Pupillaris ernannt. Als solcher war er zusammen mit Hermann Mylius Abgeordneter beim Westfälischen Friedenskongress.
Am 4. November 1642 nahm Fürst Ludwig I. von Anhalt-Köthen Pichtel zusammen mit Joachim von Böselager und Fürst Johann von Anhalt-Zerbst in die Fruchtbringende Gesellschaft auf. Es wurde ihm der Gesellschaftsname der Überwindende und das Motto die Not verliehen sowie als Emblem das Zahnkraut (Lathraea squamaria L.) zugedacht. Im Köthener Gesellschaftsbuch findet sich Pichtels Eintrag unter der Nr. 399. Dort ist auch das Reimgesetz vermerkt, mit welchem er sich für die Aufnahme bedankte:
Das Zahnkraut wird genant von Zähnen, denen gleicht
Es mit gar schöner farb' und trefflich überwindet
Der schweren kranckheit not, der es sein' hülfe reicht
Durchs waßer draus gebrant: Drumb meinen namen findet
Man Überwindend auch: Gewis der tugend weicht
Der Laster große schar, und für ihr bald verschwindet:
Sie mus getödtet sein, gleich were sie rack tod
Das man fruchtbringend bleib' auch in der grösten not.
Anfangs stand Pichtel noch Fürst Johann zur Seite. Doch als dieser immer mehr Probleme mit seiner anhaltischen Verwandtschaft bekam, schlug sich Pichtel im Juli 1643 auf die Seite von Fürst Christian II. von Anhalt-Bernburg.
Es ist überliefert, dass Pichtel des Öfteren über Alltagssituationen Epigramme und andere Gelegenheitsgedichte verfasste.
Im Alter von 51 Jahren starb Konrad Balthasar Pichtel am 13. Dezember in Oldenburg, wie aus der erhalten gebliebenen Leichenpredigt auf ihn zu ersehen ist.
| Personendaten    | Personendaten             |
| ---------------- | ------------------------- |
| NAME             | Pichtel, Konrad Balthasar |
| KURZBESCHREIBUNG | Jurist und Hofbeamter     |
| GEBURTSDATUM     | 27. Mai 1605              |
| GEBURTSORT       | Amberg                    |
| STERBEDATUM      | 13. Dezember 1656         |
| STERBEORT        | Oldenburg                 |